# Honda RCV1000R
La Honda RCV1000R es una motocicleta creada por la compañía japonesa Honda para la competición en el Campeonato del Mundo de Motociclismo en la categoría de MotoGP bajo la clasificación Open, es decir, para equipos sin apoyo directo del fabricante.

## Características
La RCV1000R es una derivación de la contemporánea Honda RC213V, a la que se le han sustituido una serie de elementos para abaratar costes. Las principales diferencias entre ambos modelos se centran en el sistema de accionamiento de las válvulas, por muelles en la RCV1000V y neumático en la RC213V, y el cambio de marchas, convencional en lugar de seamless.
El modelo fue presentado el jueves 7 de noviembre de 2013 en Valencia, previamente al Gran Premio de la Comunidad Valenciana de Motociclismo.

## Resultados
| Año  | Neu. | Equipo                | N.º | Piloto         | 1   | 2   | 3   | 4   | 5   | 6   | 7   | 8   | 9   | 10  | 11  | 12  | 13  | 14  | 15  | 16  | 17  | 18  | Puntos  | CP  |
| ---- | ---- | --------------------- | --- | -------------- | --- | --- | --- | --- | --- | --- | --- | --- | --- | --- | --- | --- | --- | --- | --- | --- | --- | --- | ------- | --- |
| 2014 | B    |                       |     |                | QAT | AME | ARG | ESP | FRA | ITA | CAT | NED | GER | IND | CZE | GBR | RSM | ARA | JPN | AUS | MAL | VAL |         |     |
| 2014 | B    | Drive M7 Aspar        | 2   | Leon Camier    |     |     |     |     |     |     |     |     |     | Ret | 15  | 16  | 16  |     |     |     |     |     | 1       | 27º |
| 2014 | B    | Drive M7 Aspar        | 7   | Hiroshi Aoyama | 11  | 12  | 10  | 12  | 14  | 14  | 15  | 16  | 12  | 10  | 13  | 14  | 12  | 8   | 13  | 8   | 11  |     | 67 (68) | 14º |
| 2014 | B    | Drive M7 Aspar        | 69  | Nicky Hayden   | 8   | 11  | 11  | 11  | Ret | DNS | 12  | 17  | 14  | INJ | INJ | INJ | INJ | 9   | 14  | 10  | Ret | 13  | 47      | 16º |
| 2014 | B    | Cardion AB Motoracing | 17  | Karel Abraham  | 13  | 14  | 13  | Ret | 15  | 12  | Ret | 14  | 13  | 11  | 14  | 13  | 11  | Ret | Ret | Ret | Ret | 17  | 33      | 17º |
| 2014 | B    | GO&FUN Honda Gresini  | 45  | Scott Redding  | 7   | Ret | 14  | 13  | 12  | 13  | 13  | 12  | 11  | 9   | 11  | 10  | 13  | 10  | 16  | 7   | 10  | 10  | 81      | 12º |